# Sparasion arnoldi
Sparasion arnoldi är en stekelart som beskrevs av Jean Risbec 1958. Sparasion arnoldi ingår i släktet Sparasion och familjen Scelionidae. Inga underarter finns listade i Catalogue of Life.